# Calema (dupla musical)
Calema é uma dupla musical de irmãos de São Tomé e Príncipe, baseada em Portugal, formada pelos irmãos António Mendes Ferreira (5 de abril de 1992) e Fradique Mendes Ferreira (19 março de 1987).

## Início da vida
Fradique e António Mendes Ferreira nasceram em São Tomé e Príncipe, respetivamente na Roça Ribeira-Peixe, no sul do país (1987), e na capital, São Tomé (1992). Com a mesma mestiçagem que carateriza o povo santomense, descendem de cabo-verdianos, portugueses e angolares, transportando em si uma diversa herança cultural que os conduziu à paixão pela música. Frequentaram a instrução primária em São João dos Angolares, capital do distrito de Caué, onde fizeram parte do grupo coral da Igreja de Santa Cruz dos Angolares. 

## Carreira
Na terra natal, eles começaram a cantar juntos ainda muito jovens, tendo a música como passatempo. Rumaram a Portugal em 2008, após terem sido consagrados Vencedores Absolutos nos I Concursos Nacionais de Música Santomense. 
Em 2009, o duo escolheu o nome "Calema". "Calema" refere-se a uma ondulação forte do mar,nas costas de África que causa forte rebentação. Desde muito cedo que participaram em vários concursos. É um álbum em crioulo e em português. Os Calema compuseram todos os temas do disco. 
Chegaram a participar no The Voice francês, não passando a prova "as cegas". Ainda em França, participaram num concurso de talentos, o Lusartist, em Estrasburgo, cujo primeiro prémio conquistaram. Logo começaram a seguir a gravação do álbum Bomu Kêlê ("vamos acreditar" em crioulo). Foi também em França que conheceram o manager Alexandre Cardoso. De seguida vieram para Portugal, para promoverem Bomu Kêlê e conheceram Nelson Klasszik, com quem vieram a trabalhar nos temas "Tudo Por Amor" - que conta com a participação de Kataleya -, Dame-Dame" e "Vai". Em 2017, lançaram o álbum A Nossa Vez - ou simplesmente "ANV" -, que inclui o single "A Nossa Vez". Em fevereiro de 2019, os Calema foram anunciados como compositores e intérpretes da canção "A Dois", com a qual participaram no Festival da Canção desse ano.
Em 2021 e 2022, os Calema foram homenageados na PowerList 100 da BANTUMEN, que destaca anualmente as personalidades afrodescendentes mais influentes da lusofonia. 
Em agosto de 2022, tornaram-se os primeiros artistas lusófonos não-brasileiros a ter uma canção em português com 100 milhões de reproduções no YouTube, com o videoclipe da canção "A Nossa Vez".
Em 2024, eles fizeram uma digressão para celebrar os seus 15 anos de carreira, com dois concertos esgotados na MEO Arena.
Para além da língua portuguesa, os Calema também têm temas gravados em língua francesa, apostando no mercado francês. Em outubro de 2024, lançaram o seu primeiro álbum integralmente em língua francesa, Voyage (Part II).

## Discografia

### Álbuns/EPde estúdio
| Título            | Detalhes                                                          | Posição mais alta nas tabelas semanais | Posição mais alta nas tabelas semanais | Posição mais alta nas tabelas semanais | Posição mais alta nas tabela anuais | Nota  |
| Título            | Detalhes                                                          | Top de Álbuns POR                      | Top de Álbuns - Streams POR            | Top de Álbuns FRA                      | Top de Álbuns POR                   |       |
| ----------------- | ----------------------------------------------------------------- | -------------------------------------- | -------------------------------------- | -------------------------------------- | ----------------------------------- | ----- |
| Ni Mondja Anguené | - Lançadoː 10 de maio de 2010 - Editoraː Harmonia                 |                                        |                                        |                                        |                                     | Álbum |
| Bomu Kêlê         | Lançado: 2014 Editora: Calema / Crea prod                         |                                        |                                        |                                        |                                     | Álbum |
| A Nossa Vez       | - Lançado: 20 de outubro de 2017 - Editora: Klasszik              | 3                                      |                                        |                                        | 95 (2023)                           | Álbum |
| Yellow            | - Lançado: 7 de fevereiro de 2020 (POR) - Editora: Klasszik       | 1                                      |                                        |                                        | 191                                 | Álbum |
| Voyage (Part I)   | - Lançado: 2 de agosto de 2024 (POR) - Editora: Klasszik/Mondja   |                                        |                                        |                                        |                                     | EP    |
| Voyage            | - Lançado: 2024 (POR) - Editora: Klasszik                         | 26                                     |                                        |                                        |                                     | Álbum |
| Voyage (Part II)  | - Lançado: 10 de outubro de 2024 (POR) - Editora: Klasszik        | 104                                    |                                        | 77                                     |                                     | Álbum |
| Voyage (Part II)  | - Lançado: 8 de novembro de 2024 (POR) - Editora: Klasszik/Mondja | 17                                     | 11                                     |                                        |                                     | EP    |

### Álbuns ao vivo
| Título                          | Detalhes                                                         | Posição mais alta na tabela | Posição mais alta na tabela |
| Título                          | Detalhes                                                         | Top de Álbuns POR           | Top de Álbuns - Streams POR |
| ------------------------------- | ---------------------------------------------------------------- | --------------------------- | --------------------------- |
| Ao Vivo no Campo Pequeno        | - Lançadoː 10 de maio de 2019 - Editoraː Senhores do Ar/Klasszik |                             |                             |
| Voyage Tour (Live in MEO Arena) | Lançado: 7 de março de 2025 Editora: Klasszik/Mondja             |                             |                             |

### Compilações
| Título  | Detalhes                                           | Posição mais alta nas tabelas semanais | Posição mais alta nas tabelas semanais | Posição mais alta nas tabelas anuais |
| Título  | Detalhes                                           | Top de Álbuns POR                      | Top de Álbuns - Streams POR            | Top de Álbuns POR                    |
| ------- | -------------------------------------------------- | -------------------------------------- | -------------------------------------- | ------------------------------------ |
| Best Of | - Lançadoː 31 de março de 2024 - Editoraː Klasszik |                                        |                                        | 14 (2023) 111 (2024)                 |

### Singles

#### Como artistas principais
| Ano  | Título                                               | Posições mais altas nas tabelas musicais semanais | Posições mais altas nas tabelas musicais semanais | Posições mais altas nas tabelas musicais semanais | Posições mais altas nas tabelas musicais anais | Certificações (AFP) | Álbum                   |
| Ano  | Título                                               | Tabela Portuguesa de Singles (POR)                | Tabela Portuguesa de Streams (POR)                | Tabela Portuguesa de Airplay (POR)                | Tabela Portuguesa de Singles (POR)             | Certificações (AFP) | Álbum                   |
| ---- | ---------------------------------------------------- | ------------------------------------------------- | ------------------------------------------------- | ------------------------------------------------- | ---------------------------------------------- | ------------------- | ----------------------- |
| 2015 | "Tudo Por Amor" (com Kataleya)                       |                                                   |                                                   |                                                   |                                                |                     |                         |
| 2017 | "A Nossa Vez"                                        | 148                                               |                                                   |                                                   |                                                |                     | A.N.V.                  |
| 2017 | "A Nossa Vez (Live Band)"                            |                                                   |                                                   |                                                   |                                                |                     |                         |
| 2017 | "Dá-me Dá-me"                                        |                                                   |                                                   |                                                   |                                                |                     |                         |
| 2017 | "Vai"                                                |                                                   |                                                   |                                                   |                                                |                     | A.N.V.                  |
| 2017 | "A Nossa Vez (Firefly Remix)"                        |                                                   |                                                   |                                                   |                                                |                     |                         |
| 2017 | "Faz o Verão Chegar"                                 |                                                   |                                                   |                                                   |                                                |                     | A.N.V.                  |
| 2017 | "A Nossa Vez (Acoustic Studio)"                      |                                                   |                                                   |                                                   |                                                |                     |                         |
| 2018 | "Saudades"                                           |                                                   |                                                   |                                                   |                                                |                     |                         |
| 2018 | "Sombra"                                             |                                                   |                                                   |                                                   |                                                |                     |                         |
| 2019 | "A Dois"                                             |                                                   |                                                   |                                                   |                                                |                     | Festival da Canção 2019 |
| 2019 | "Sombra"                                             |                                                   |                                                   |                                                   |                                                |                     |                         |
| 2019 | "Fara Mbê - Football Together"                       |                                                   |                                                   |                                                   |                                                |                     |                         |
| 2019 | "Presa" (com Batuta)                                 |                                                   |                                                   |                                                   |                                                |                     |                         |
| 2019 | "Abraços"                                            | 125                                               |                                                   |                                                   |                                                |                     | Yellow                  |
| 2020 | "Te Amo"                                             | 5                                                 | 7                                                 |                                                   | 46 (2022) 75 (2023) 98 (2024)                  | Diamante            | Yellow                  |
|      | "Consciência" (com Simone & Simaria)                 |                                                   |                                                   |                                                   |                                                |                     |                         |
|      | "Bom Noba"                                           |                                                   |                                                   |                                                   |                                                |                     |                         |
| 2021 | "Kua Baru" (com Soraia Ramos, Pérola, Manecas Costa) | 100                                               |                                                   |                                                   |                                                |                     |                         |
| 2022 | "Onde Anda" (com Zé Felipe)                          | 4                                                 |                                                   |                                                   | 9 (2022) 60 (2023)                             |                     |                         |
| 2022 | "Te Amo (DJ Youcef Remix)"                           |                                                   |                                                   |                                                   |                                                |                     | Voyage (Part II)        |
| 2022 | "Toca a Todos"                                       |                                                   |                                                   |                                                   |                                                |                     |                         |
| 2022 | "Te Amo (DJ Youcef Remix - Version Acoustique)"      |                                                   |                                                   |                                                   |                                                |                     |                         |
| 2023 | "Onde Anda (French Version)" (com DJ Youcef)         |                                                   |                                                   |                                                   |                                                |                     |                         |
| 2023 | "Vai (French Version)"                               |                                                   |                                                   |                                                   |                                                |                     |                         |
| 2023 | "A Nossa Dança"                                      | 7                                                 |                                                   |                                                   | 23 (2023) 47 (2024)                            | 4x Platina          |                         |
| 2023 | "Onde Anda (French Version - Acoustic)"              |                                                   |                                                   |                                                   |                                                |                     |                         |
| 2023 | "Notre Danse"                                        |                                                   |                                                   |                                                   |                                                |                     | Voyage (Part II)        |
| 2023 | "Te Amo (Acústico)"                                  |                                                   |                                                   |                                                   |                                                |                     |                         |
| 2023 | "Perfume"                                            | 46                                                |                                                   |                                                   | 63 (2024)                                      | Platina             | Voyage (Part II)        |
| 2023 | "Notre Danse (Drenchmill Remix)"                     |                                                   |                                                   |                                                   |                                                |                     |                         |
| 2023 | "Notre Danse (DJ Youcef Remix)"                      |                                                   |                                                   |                                                   |                                                |                     |                         |
| 2023 | "Maria Joana" (Nuno Ribeiro, Calema e Mariza)        | 5                                                 | 5                                                 |                                                   | 19 (2023) 53 (2024)                            | 5x Platina          |                         |
| 2024 | "Emmène Moi"                                         |                                                   |                                                   |                                                   |                                                |                     | Voyage (Part II)        |
| 2024 | "Emmène Moi (Version Acoustique)"                    |                                                   |                                                   |                                                   |                                                |                     |                         |
| 2024 | "Viagem"                                             |                                                   |                                                   |                                                   |                                                |                     | Voyage (Part II)        |
| 2024 | "Dis-le Moi" (com Tayc)                              | 137                                               |                                                   |                                                   |                                                |                     | Voyage (Part II)        |
| 2024 | "Distinu" (com Dino D'Santiago)                      | 174                                               |                                                   |                                                   |                                                |                     | Voyage (Part II)        |
| 2024 | "Amar Pela Metade"                                   | 7                                                 | 7                                                 | 2                                                 |                                                | 2x Platina          | Voyage (Part III)       |
| 2024 | "Aimer à Moitié"                                     |                                                   |                                                   |                                                   |                                                |                     | Voyage (Part II)        |
| 2024 | Cadencer (com Céphaz)                                |                                                   |                                                   |                                                   |                                                |                     | Voyage (Part II)        |
| 2024 | "Habiba" (com Nej)                                   |                                                   |                                                   |                                                   |                                                |                     | Voyage (Part II)        |
| 2024 | "Des Étoiles Dans Les Yeux"                          |                                                   |                                                   |                                                   |                                                |                     |                         |
| 2024 | "Estrelas nos Olhos"                                 |                                                   |                                                   |                                                   |                                                |                     |                         |
| 2025 | "Aimer à Moitié (Calema x Tayc Remix)                |                                                   |                                                   |                                                   |                                                |                     |                         |
| 2025 | "Respirar" (com Sara Correia)                        |                                                   |                                                   |                                                   |                                                |                     |                         |
| 2025 | "Leva Tudo" (com Dilsinho)                           |                                                   |                                                   |                                                   |                                                |                     |                         |